# Nakihat Khanum
Nakihat Khanum, död 1680, var gemål till shah Abbas II av Persien (regerade 1642–1666) och mor till shah Suleiman I av Persien (regerade 1666–1694).
Hon var av tjerkessiskt ursprung och konkubin i Safavidernas harem. 
Hon utövade stort inflytande under sin sons regeringstid.